# عادل خياط
عادل أسعد خياط هو عضو بارز في الجماعة الإسلامية ، وأحد مؤسسي حزب البناء والتنمية ، ومحافظ الأقصر منذ 18 يونيو إلى 23 يونيو 2013 ، وُلد عام 1951 في سوهاج ، وتخرج من كلية الهندسة بجامعة أسيوط ، تولى أمانة جمعية إسكان المهندسين لمدة عشر سنوات.

## محافظاً للأقصر
عُين عادل خياط محافظا للأقصر في حركة للمحافظين يوم 18 يونيو 2013 ، وقد استقال من منصبه في 23 يونيو 2013 ، بعد احتجاجات واسعة ضد تعيينه محافظاً للأقصر.
اتهم خياط بأنه غير مؤهل ليكون محافظاً للأقصر ، كما اتهم بأنه وراء حادثة مذبحة الأقصر عام 1997 ، وصرح خياط بأن انتماؤه السياسي لن يؤثر على طبيعة عمله ، وأنه سيعمل على تنشيط السياحة في الأقصر.